# James Herbert (Autor)

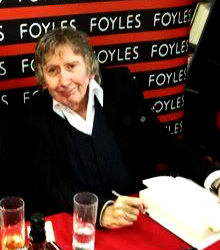
James Herbert

James Herbert OBE (* 8. April 1943 in London; † 20. März 2013 in Woodmancote bei Henfield, West Sussex) war ein britischer Autor, vorwiegend von Horrorliteratur.

## Leben
James Herbert war bekannt für seine einfachen, jedoch fesselnden Romane. Die Protagonisten in seinen Romanen sind meistens junge zynische Männer, die im Verlauf der Geschichte eine starke (sexuelle) Beziehung zu einer Frau entwickeln. In seinen frühen Romanen schildert James Herbert expliziten Horror, vergleichbar mit Splatter-Autoren. James Herbert arbeitete unter anderem als Sänger und als Art Director bei einer Werbeagentur. Er lebte zuletzt mit seiner Frau und seiner Tochter in der Nähe von Brighton und war ein Vollzeit-Autor. Er gestaltete auch die Cover der englischen Originalausgaben seiner Bücher selbst und betrieb seine eigene Werbung.
James Herbert starb am 20. März 2013 im Alter von 69 Jahren in Woodmancote bei Henfield im englischen West Sussex.

## Werke (Auswahl)
Autor
- Die Ratten. Roman („The Rats“). 11. Aufl. Heyne, München 1995, ISBN 3-453-02544-X (früherer Titel Die Killer-Ratten).
- Unheil. Roman („The Fog“). 8. Aufl. Heyne, München 1995, ISBN 3-453-03676-X.
- Todeskralle. Roman („The Survivor“). Heyne, München 1990, ISBN 3-453-04541-6.
- Höllenhund. Roman („Fluke“). 5. Aufl. Heyne, München 1995, ISBN 3-453-05635-3.
- Blutwaffe. Roman („The Spear“). 5. Aufl. Heyne, München 1995, ISBN 3-453-05303-6.
- Die Brut. Roman („Lair“). 10. Aufl. Heyne, München 1995, ISBN 3-453-02923-2.
- Dunkel. Roman („The Dark“). 7. Aufl. Heyne, München 1996, ISBN 3-453-04175-5.
- Nachtschatten. Roman („The Jonah“). 7. Aufl. Heyne, München 1995, ISBN 3-453-04848-2.
- Erscheinung. Roman („Shrine“). 3. Aufl. Heyne, München 1995, ISBN 3-453-06174-8.
- Domain. Ein unheimlicher Roman („Domain“). 10. Aufl. Heyne, München 1994, ISBN 3-453-00702-6.
- Moon. Der Roman, der sie nicht schlafen läßt („Moon“). Bastei-Lübbe, Bergisch Gladbach 1990, ISBN 3-404-25256-X.
- Magic Cottage. Roman („The Magic Cottage“). Bastei-Lübbe, Bergisch Gladbach 1988, ISBN 3-404-28163-2.
- Die Gruft. Roman („Sepulchre“). 7. Aufl. Heyne, München 1995, ISBN 3-453-03281-0.
- Besessen. Roman („Haunted“). 2. Aufl. Heyne, München 1995, ISBN 3-453-06409-7.
- Creed. Roman („Creed“). Pavillon-Verlag, München 2002, ISBN 3-453-20640-1.
- Apokalypse. Roman („Portent“). 2. Aufl. Heyne, München 1996, ISBN 3-453-07585-4.
- Stadt der Ratten. („The City“). Graphic Novel („Edition Comic speedline“). Tilsner Verlag, München 1996, ISBN 3-910079-93-8.
- Totentanz. Roman („The Ghosts of Sleath“). Lübbe, Bergisch Gladbach 1996, ISBN 3-7857-0854-8.
- 48. Roman („'48“). Bastei-Lübbe, Bergisch Gladbach 1998, ISBN 3-404-13987-9.
- Jenseits. Roman („Others“). Bastei-Lübbe, Bergisch Gladbach 2000, ISBN 3-404-14452-X.
- Once. Novel. Tor Books, New York 2002, ISBN 0-7653-0285-3.
- Nobody True. Novel. Pan Books, London 2004, ISBN 0-330-41167-5.
- The Secret of Crickley Hall. Macmillan, London 2006, ISBN 978-1-4050-0520-3.
- Ash. Macmillan, London 2012, ISBN 978-0-230-70695-8.

Herausgeber
- Dark Places. Locations and legends. HarperCollins, London 1993, ISBN 0-00-255496-8 (illustriert von Paul Barkshire).

## Verfilmungen
- David Hemmings (Regie): The Survivor. Australien 1981 (nach seinem Roman Todeskralle).
- Robert Close (Regie): Deadly Eyes. Kanada 1982 (nach seinem Roman Die Ratten).
- Carlo Carlei (Regie): Fluke. USA 1995 (nach seinem Roman Höllenhund).
- Lewis Gilbert (Regie): Haunted – Haus der Geister. England 1995 (nach seinem Roman Besessen).
- Joe Ahearne: (Regie) The Secret of Crickley Hall. BBC-Dreiteiler, Großbritannien 2012.
- Evan Spiliotopoulos (Regie): The Unholy, Vereinigte Staaten 2021 (nach seinem Roman Erscheinung).